# Аматерско позориште - Театар 13
Аматерско позориште - Театар 13 у Блацу, званично је заживело у оквиру Културног центра „Драинац”, аудицијом за школу глуме у априлу 2002. године.
Премијера прве представе „Смешне прециозе”, од Молијера, одиграна је 14. јула 2002. године. Следеће године, у позоришној сезони 2003/04. године аматерско позориште наступа као „Театар 13” са још три представе: „Балкански синдром”, „Прељубници” и „Буба у уху”.

## Одигране представе (до 2019)
„Театар 13“ је са новом глумачком екипом и у режији Латинке Стојановић одиграо следеће представе:
- Лајање на звезде, премијера децембар 2011.
- покондирена тиква, по мотивима истоимене комедије Ј. С. Поповића, премијера мај 2012.
- Ожалошћена породица, премијера децембар 2012.
- Баш свашта, премијера јун 2013.
- Млаћеници и плаћеници, премијера мај 2014.
- У славу предака (децембар 2014. Блаце, 19. фебруар Блаце, 20. фебруар 2015. Крушевачко позориште, 24. фебруар Дом Војске Ниш и 5. октобар Дом Војске Ниш).
- Зона Замфирова, децембар 2015. Блаце, јануар 2016. Блаце
- Пробуди се Като, децембар 2016. Блаце
- У славу предака-Поменик, мај 2017. Блаце
- Буба у уху, април 2018. Блаце
- Путујуће позориште Шопаловић, децембар 2018. Блаце
- Ивкова  слава, јун 2019. Блаце